# Roveredo in Piano
Roveredo in Piano (friülà Lavorêt) és un municipi italià, dins de la província de Pordenone. L'any 2007 tenia 5.464 habitants. Limita amb els municipis d'Aviano, Fontanafredda, Porcia, Pordenone i San Quirino. Es divideix en 12 borgate: Platha, Tavjela, Villotes, Moro, Runcadei, Forcate, Puart, San Bastian, Sant'Anna, Codes, Borgo Nuovo i Sacon.

## Administració
| Període | Identitat  | Partit        |
| ------- | ---------- | ------------- |
| 2004-   | Renzo Liva | Llista Cívica |

## Personatges il·lustres
- Giacomo Gotifredo Ferrari.